# Prototeri
|  | Per a altres significats, vegeu «Prototeris». |

Els prototeris (Prototherium (Zigno, 1887) són un gènere extint de sirenis de l'Eocè i l'Oligocè, i un membre basal de la família dels dugòngids a la qual pertany el dugong actual. Es coneix a partir del registre fòssil del Bartonià i el Priabonià d'Espanya i Itàlia. L'espècie tipus del gènere és P. veronense (Zigno, 1887). La majoria d'autors reconeixen que el gènere es caracteritza per una forta dolicocefàlia del crani.

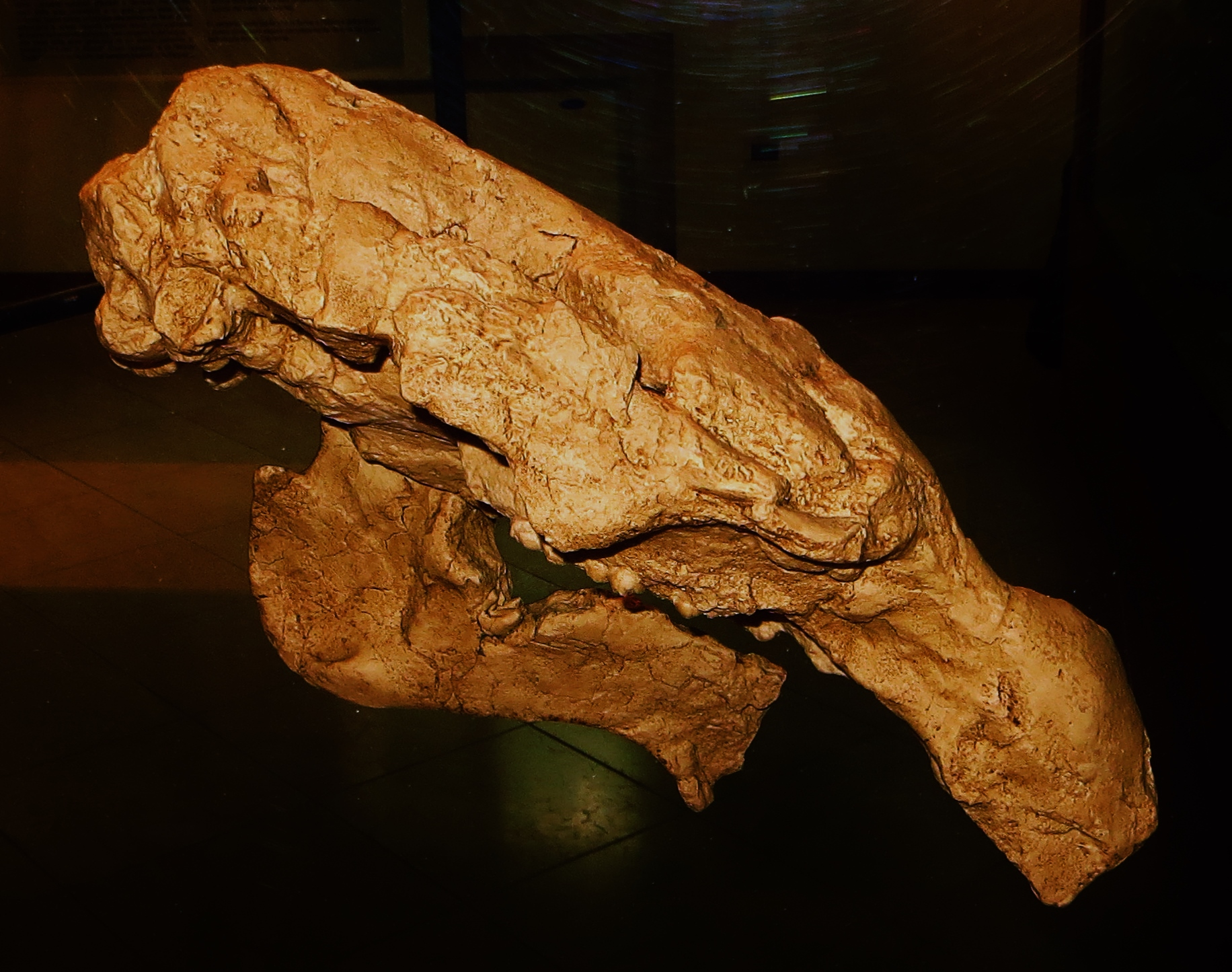
Crani de Prototherium veronense, espècie tipus del gènere.

Actualment s'inclouen tres espècies dins el gènere, tot i que les relacions de parentesc entre elles són dubtoses i, probablement, P. intermedium Bizzotto, 1983 n'hagi de ser exclosa. L'any 2016 es va descriure una tercera espècie del gènere, P. ausetanum (Balaguer & Alba, 2016) a la plana de Vic que manté alguns trets primitius que la fan més similar a l'espècie tipus. A més, les relacions de Prototherium amb altres gèneres de l'Eocè com ara Eotheroides i Eosiren també són dubtoses, i aquest fet obliga a una revisió en profunditat dels sirenis de l'Eocè.